# ما شواي
ما شواي (بالصينية: 马帅) هو لاعب كرة قدم صيني في مركز الهجوم، ولد في 16 فبراير 1985 في داليان في الصين. لعب مع نادي داليان شيده ونادي سيتيزن.